# Gottfried Reinhardt
Pour les articles homonymes, voir Reinhardt.
Gottfried Reinhardt, né le 20 mars 1913 à Berlin, en Allemagne, et mort le 19 juillet 1994 à Los Angeles, en Californie, est un réalisateur et producteur de films, d'origine allemande, ayant vécu et travaillé aux États-Unis.
Il est le fils de Max Reinhardt, lui-même réalisateur et producteur originaire d'Autriche. Il meurt d'un cancer du pancréas.

## Filmographie partielle

### Cinéma

#### Réalisateur
- 1952 : L'Invitation (Invitation)
- 1953 : Histoire de trois amours (The Story of Three Loves), film à sketches coréalisé avec Vincente Minnelli
- 1954 : Voyage au-delà des vivants (Betrayed)
- 1956 : Vor Sonnenuntergang
- 1959 : SOS - Train d'atterrissage bloqué
- 1959 : Grand Hôtel (Menschen im Hotel)
- 1960 : Liebling der Götter
- 1961 : Ville sans pitié (Town Without Pity)
- 1961 : Jedermann (de)
- 1963 : Elf Jahre und ein Tag (11 ans et un jour)
- 1965 : Situation désespérée, mais pas sérieuse (Situation Hopeless... But Not Serious)

#### Producteur
- 1940 : Camarade X (Comrade X), de King Vidor
- 1941 : La Femme aux deux visages (Two Faced Woman), de George Cukor
- 1941 : La Proie du mort (Rage in Heaven), de W. S. Van Dyke
- 1949 : Passion fatale (The Great Sinner), de Robert Siodmak
- 1951 : La Charge victorieuse (The Red Badge of Courage), de John Huston
- 1952 : Un garçon entreprenant (Young Man with Ideas) de Mitchell Leisen